# Sociedad Deportiva Cultural San Antonio
El Portland San Antonio va ser un club d'handbol de la ciutat de Pamplona (Navarra). Va ser fundat l'any 1955 i va desaparèixer l'any 2013. Disputà els seus partits com a local al Pabellón Universitario de Navarra, amb capacitat per 3.000 espectadors.

## Història
El club es funda l'any 1955. El 28 de maig de 1989 aconseguí l'ascens a la Lliga ASOBAL, on va estar-hi quatre temporades, renunciant a la màxima categoria per problemes econòmics. Després de dos anys a la Divisió d'Honor B, el club retorna a la Lliga ASOBAL.
Sota la denominació, per raons comercials, de Portland San Antonio, conquista el primer títol de la seva història el 14 de febrer de 1999, aconseguint la Copa del Rei, derrotant al FC Barcelona a la final disputada a Valladolid. Aquest títol el tornaria a guanyar l'any 2001, aquest cop contra el Balonmano Ciudad Real.
A nivell nacional acabaria guanyant en dues ocasions la Lliga ASOBAL les temporades 2001-02 i 2004-05, així com tres edicions de la Supercopa d'Espanya els anys 2002, 2003 i 2005.
El primer títol europeu el guanyaria el 30 d'abril del 2000, quan s'alça amb la Recopa d'Europa d'handbol, derrotant a la final al Dunaferr SE hongarès. Aquesta competició la tornaria a guanyar l'any 2004 contra el CB Valladolid.
La seva major fita internacional es produeix l'any 2001, quan guanya la Copa d'Europa enfront el FC Barcelona a la final. També a nivell internacional guanyaria la Supercopa d'Europa del 2000.
Degut als greus problemes econòmics, el 19 de juliol de 2012 s'anuncia la renuncia del equip a participar en la Lliga ASOBAL i finalment l'entitat acabà desapareixent el 15 de març de 2013.

## Altres seccions
El club també va tindre secció de patinatge de velocitat i d'hoquei sobre patins, disputant aquesta última la Primera Divisió estatal, on arribà a disputar en dues ocasions la final de la Copa del Príncep els anys 2010 i 2011.
L'any 2012, aquestes seccions es desvinculen de l'entitat per no carregar l'enorme deute econòmic de l'entitat i es crea l'Iruña Hockey Patines.

## Refundació
El 29 de juliol de 2017 es funda el San Antonio Balonmano Club Deportivo fruit d'un acord amb el Balonmano Maristas de Pamplona, que havia aconseguit l'ascens a la Primera Nacional.

## Títols
- 1 Copa d'Europa (2000-01)
- 2 Recopa d'Europa (1999-00, 2003-04)
- 1 Supercopa d'Europa (1999-00)
- 2 Lliga ASOBAL (2001-02, 2004-05)
- 2 Copa del Rei (1998-99, 2000-01)
- 3 Supercopa d'Espanya (2001-02, 2002-03, 2004-05)

## Jugadors destacats
- Alexandru Buligan